# Лютеранська кірха (Мінськ)
Лютеранська церква Святого Миколая (біл. Лютэранская кірха Сьвятога Мікалая) — колишній протестантський храм, один із двох старовинних лютеранських храмів Мінська, побудований 1845 року на Мало-Лютеранській вулиці (зараз перехрестя вулиць Карла Лібкнехта та Коржа). Нині не існує.

## Історія
Першим пастором приходу в Мінську був Карл Людвіг Геммеріх. У 1798 році пастором приходу в Мінську став Самуїл Карштедт. При ньому почала будуватися лютеранська церква. Через брак коштів будівництво кірхи тривало кілька років. 1 січня 1811 року відбулася освячення лютеранської церкви святих Павла і Олександра. У 1833–1860 роках при храмі діяла лютеранська школа. У 1835 році пожежа в Мінську завдала сильної шкоди лютеранським будівлям, включаючи і дерев'яну кірху святих Павла і Олександра. Відновити лютеранську церкву не вдалося.
Лише в 1840 році Микола I виділив 20 тисяч рублів на зведення нового лютеранського храму та пасторського будинку в Мінську. У 1845 році лютеранська церква святого Миколая була освячена. Пастор кірхи отримав статус «губернаторського проповідника». Храм був побудований на Мало-Лютеранській вулиці (нині перехрестя вулиць Карла Лібкнехта та Коржа). Біля нього знаходився лютеранський цвинтар, який був знищений у 1970-і роки.
Лютеранська церква діяла до 1933 року, коли в будівлі кірхи був розміщений театр юного глядача. До речі, в лютеранській церкві святого Миколая був хрещений білоруський письменник Артур Вольський, який більше десяти років був директором Білоруського республіканського театру юного глядача.

## Настоятелі церкви та приходу
| Настоятелі церкви та приходу | Настоятелі церкви та приходу | Настоятелі церкви та приходу |
| ---------------------------- | ---------------------------- | ---------------------------- |
| 1796                         | Карл Людвіг Геммеріх         |                              |
| 1798-1831                    | Самуїл Карштедт              |                              |
| 1833-1835                    | Карл Леберехт Бекман         |                              |
| 1835-1859                    | Петер Вільямс                |                              |
| 1860-1871                    | Евген Шродер                 |                              |
| 1872-1878                    | Ульріх Грюндберг             |                              |
| 1878-1885                    | Едуард Гахлнбек              |                              |
| 1886-1891                    | Адріан Шультц                |                              |
| 1892-1893                    | Евген Клуге                  |                              |
| 1893-1905                    | Теодор Шволковскі            |                              |
| 1905                         | Вільгельм Руст               |                              |
| 1906-1920                    | Адам Матшулан                |                              |